# Ichneumon lectus
Ichneumon lectus är en stekelart som beskrevs av Kokujev 1908. Ichneumon lectus ingår i släktet Ichneumon och familjen brokparasitsteklar. Inga underarter finns listade i Catalogue of Life.